# Enriqueta González Baz
Enriqueta González Baz y de la Vega (Cidade do México, 22 de setembro de 1915 – 22 de dezembro de 2002) foi uma matemática mexicana, co-fundadora da Sociedad Matemática Mexicana e primeira mulher a obter um doutorado em matemática no México, em 1944, na Universidade Nacional Autônoma do México.

## Vida pregressa
Enriqueta González Baz nasceu na Cidade do México na Calle de Correo Mayor. Frequentou a Escuela número 8 para mulheres onde estudou para tornar-se professora. Após completar a escola secundária seu pai, Roberto González Baz, mandou-a para um programa de dois anos na Escuela Doméstica para estudos domésticos. Seu pai visava que acima de tudo suas filhas deveriam ser mulheres: aprender a cozinhar, cuidar da casa, etc.
Nesta escola, uma de suas professoras, Elena Picazo de Murray, reconheceu o talento de González Baz para os estudos, então ela a incentivou a buscar o ensino superior.

## Formação
Depois de terminar a escola doméstica, González Baz matriculou-se em aulas noturnas no Antigo Colégio de São Ildefonso enquanto estudava na Escuela Nacional de Maestros na Cidade do México, onde obteve uma credencial para se tornar professora. Ela então se matriculou na Escuela Nacional Preparatoria, onde estudou ciências físicas e matemática.
Depois de terminar o ensino médio ela se matriculou na Faculdade de Ciências da Universidade Nacional Autônoma do México. Ela fez parte do primeiro grupo de alunos com especialização em matemática. Em 1944 tornou-se a primeira mulher na Universidade Nacional Autônoma do México e no México a obter um doutorado em matemática. Escreveu uma tese sobre funções especiais (Bessel, Gama e Legendre) com estudos de pós-graduação no Bryn Mawr College.

## Carreira e contribuições
Durante esse tempo o Ministério da Educação Pública do México não fazia distinção entre o título de matemático e professor de matemática, então González Baz se tornou professor de matemática do ensino médio. Ela lecionou matemática na Escuela Nacional Preparatoria e em várias outras escolas secundárias.
Também lecionou matemática na Faculdade de Ciências e foi pesquisadora no Instituto de Física da Universidade Nacional Autônoma do México. Entre seus trabalhos matemáticos traduziu o livro Topology de 1930 de Solomon Lefschetz.

## Legado
González Baz foi uma das cinco mulheres fundadoras da Sociedad Matemática Mexicana.